# خافيير لوزانو ألاركون
خافيير لوزانو ألاركون هو محامي ووزير وسياسي مكسيكي، ولد في 21 نوفمبر 1962 في مدينة بويبلا في المكسيك. نشط حزبياً في حزب العمل الوطني.

## مناصب
- انتخب ناطق رسمي.
- انتخب نائب عن الجمعية البرلمانية لمجلس أوروبا  [لغات أخرى]‏ لترشحه ضمن قائمة المكسيك، (22 يونيو 2015 – 25 يونيو 2017).
- انتخب نائب عن الجمعية البرلمانية لمجلس أوروبا  [لغات أخرى]‏ لترشحه ضمن قائمة المكسيك، (21 يناير 2013 – 25 يناير 2015).
- انتخب عضو مجلس الشيوخ المكسيكي ‏.